# 沧州市人民政府市长
沧州市人民政府市长，是中华人民共和国河北省东部地级市沧州市之行政首长，管理沧州市的所有行政事务和工作，设立于1993年沧州建市；该职位一般兼任中国共产党沧州市委员会副书记。
现任市长为向辉，于2021年7月7日开始代理，同时兼任沧州市人民政府副市长。

## 历任市长
| 任次 | 姓名   | 就任日期       | 卸任日期       | 政党       | 备注                              |
| ---- | ------ | -------------- | -------------- | ---------- | --------------------------------- |
| 1    | 薄绍铨 | 1993年7月      | 1997年12月     | 中国共产党 |                                   |
| 2    | 张庆华 | 1997年12月     | 2000年12月     | 中国共产党 |                                   |
| 3    | 郭华   | 2002年12月     | 2005年1月28日  | 中国共产党 |                                   |
| 4    | 孙瑞彬 | 2005年1月28日  | 2006年12月5日  | 中国共产党 | 2005年1月28日－2005年3月1日代理   |
| 5    | 刘学库 | 2006年12月5日  | 2011年1月27日  | 中国共产党 |                                   |
| 6    | 焦彦龙 | 2011年1月27日  | 2013年2月18日  | 中国共产党 |                                   |
| 7    | 王大虎 | 2013年2月18日  | 2016年10月27日 | 中国共产党 | 2013年2月18日－2013年4月12日代理  |
| 8    | 梅世彤 | 2016年10月27日 | 2021年7月7日   | 中国共产党 | 2016年10月27日－2017年4月13日代理 |
| 9    | 向辉   | 2021年7月7日   | 现任           | 中国共产党 | 代理                              |